# New Lothrop
New Lothrop – wieś w Stanach Zjednoczonych, w stanie Michigan, w hrabstwie Shiawassee.